# برج آتشباری

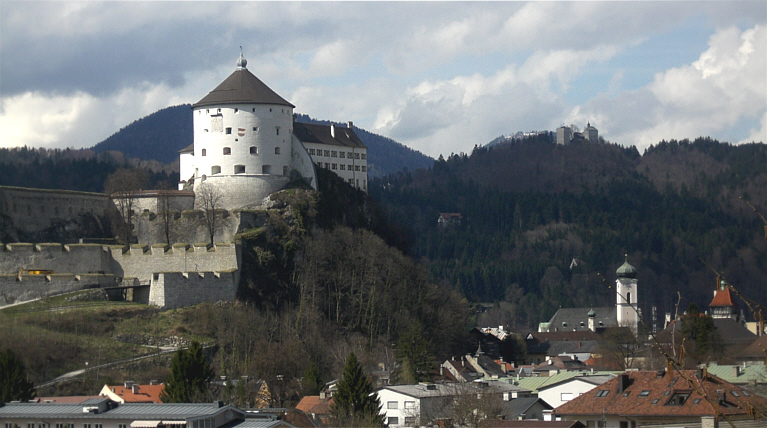
باتری برج دژ کوف‌اشتاین

باتری برج یا برج آتشباری یک نوع برج دیواری یا برج دفاعی بود که در سدۀ شانزدهم و پس از ظهور پدیدۀ سلاح‌گرم، در بیرونی‌ترین بخش دفاعیات بسیاری از دژها ساخته می‌شد. نام آن برگرفته از واژه باتری یا آتشبار، به معنای گردان‌هایی از توپ می‌باشد.
این برج‌های معمولا گرد، می‌توانست توپ‌های فراوانی در جهات و طبقات مختلفی در خود جای دهد و به همین دلیل قدرت شلیک‌ آن نسبت به هر نوع دشمن زمینی که در بهترین حالت می‌توانست توپ‌های خود را در خط اصلی حمله قرار دهد برتری داشت،
سطوح مجزای برج‌های آتشبار اغلب با سطوح شیب‌دار به هم متصل می‌شوند تا بتوان توپ را به روش‌های مختلف در مزغل‌ها ترتیب داد.
در جایی که برج‌های توپخانه‌ها با دیوارهای مجاور خود همسطح بودند به آنها گردل می گفتند.
برج‌های آتشباری فراوانی در مکان‌های زیر وجود دارد:
- دژ بنتیم
- دژ نانشتاین
- دژ نئودان
- دژ بورگ
- دژ کالنبرگ
- زوینگر

## همچنان ببینید
- جان‌پناه دژ
- گردل